# Кованська сільська рада
Кованська сільська рада — колишня адміністративно-територіальна одиниця та орган місцевого самоврядування в Словечанському районі Коростенської й Волинської округ, Київської та Житомирської областей Української РСР з адміністративним центром у селі Кованка.

## Населені пункти
Сільській раді на час ліквідації були підпорядковані населені пункти:
- с. Кованка
- с. Побичі
- с. Сирниця
- с. Червонка

## Населення
Кількість населення ради, станом на 1923 рік, становила 887 осіб, кількість дворів — 186.

## Історія та адміністративний устрій
Створена 1923 року в складі сіл Верхня Побич (згодом — Побичі), Кованка, Нижня Побич (згодом — Побичі), Сирниця та Червонка Словечанської волості Овруцького повіту Волинської губернії. 7 березня 1923 року увійшла до складу новоствореного Словечанського району Коростенської округи.
Станом на 1 вересня 1946 року сільська рада входила до складу Словечанського району Житомирської області, на обліку в раді перебували села Кованка, Сирниця, Червонка та хутір Побичі.
Ліквідована 11 серпня 1954 року, відповідно до указу Президії Верховної ради Української РСР «Про укрупнення сільських рад по Житомирській області», територію та населені пункти приєднано до складу Усівської сільської ради Словечанського району Житомирської області.